# 中華人民共和國—聖文森特和格林納丁斯關係
中華人民共和國—聖文森特和格林納丁斯關係（英語：Relations between the People's Republic of China and Saint Vincent and the Grenadines）是指中華人民共和國與聖文森特和格林納丁斯的外交關係。兩國未曾建交。聖文森特和格林納丁斯自1981年起與中華民國建交，維持至今。对圣文森特和格林纳丁斯的相关事务由中华人民共和国驻巴巴多斯大使馆兼辖。

## 經貿關係
2016年，双边贸易额4223.6万美元，其中中方出口4179.4万美元，进口44.2万美元，同比分别增长140.8%、139.1%和606.8%。

## 签证
圣文森特和格林纳丁斯仅对8个国家的护照入境需要签证，其中就包括中华人民共和国。